# Cyrtanthus elatus
Cyrtanthus elatus är en amaryllisväxtart som först beskrevs av Nikolaus Joseph von Jacquin, och fick sitt nu gällande namn av Hamilton Paul Traub. Cyrtanthus elatus ingår i släktet Cyrtanthus, och familjen amaryllisväxter. Inga underarter finns listade i Catalogue of Life.

## Bildgalleri

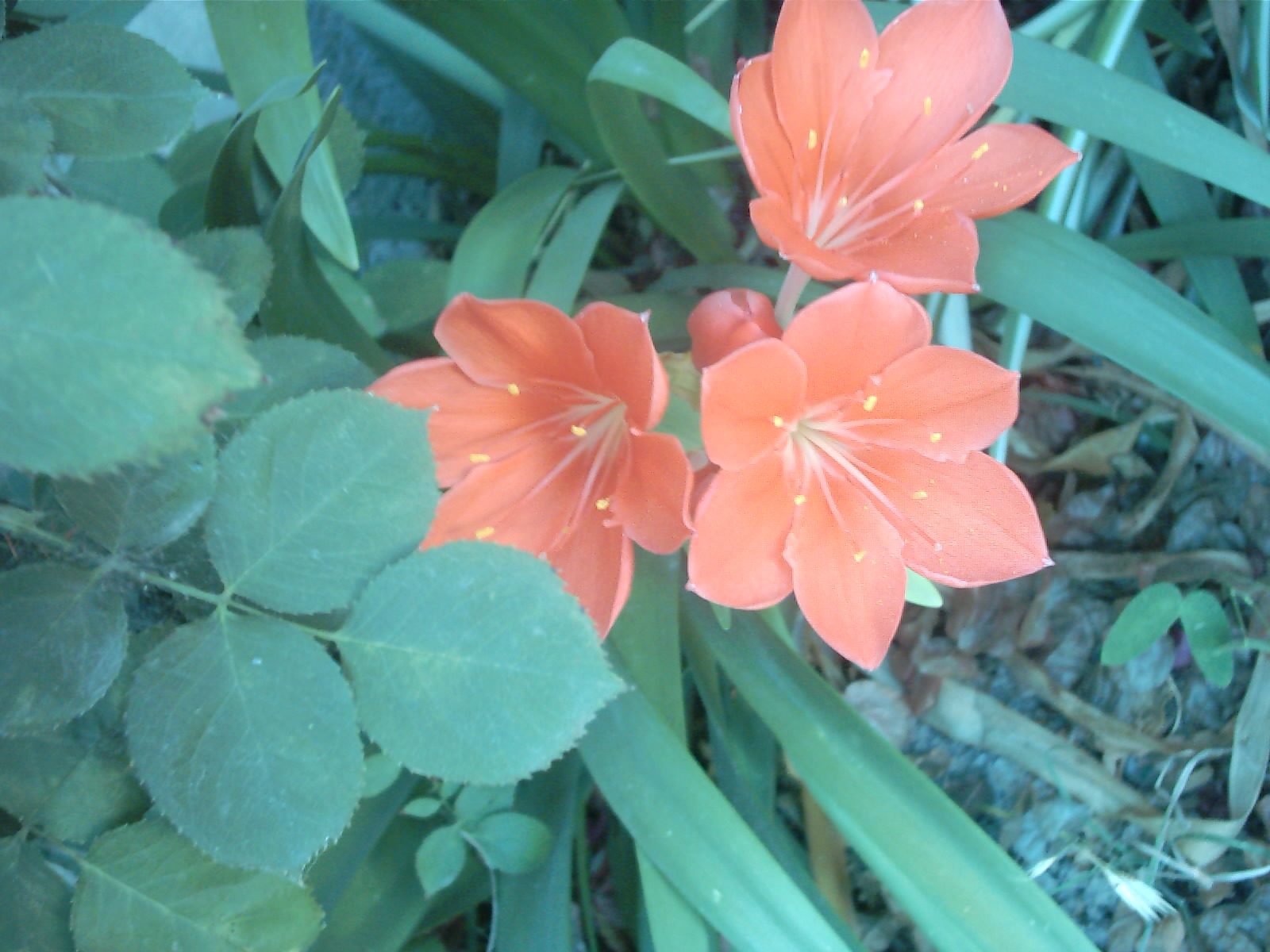
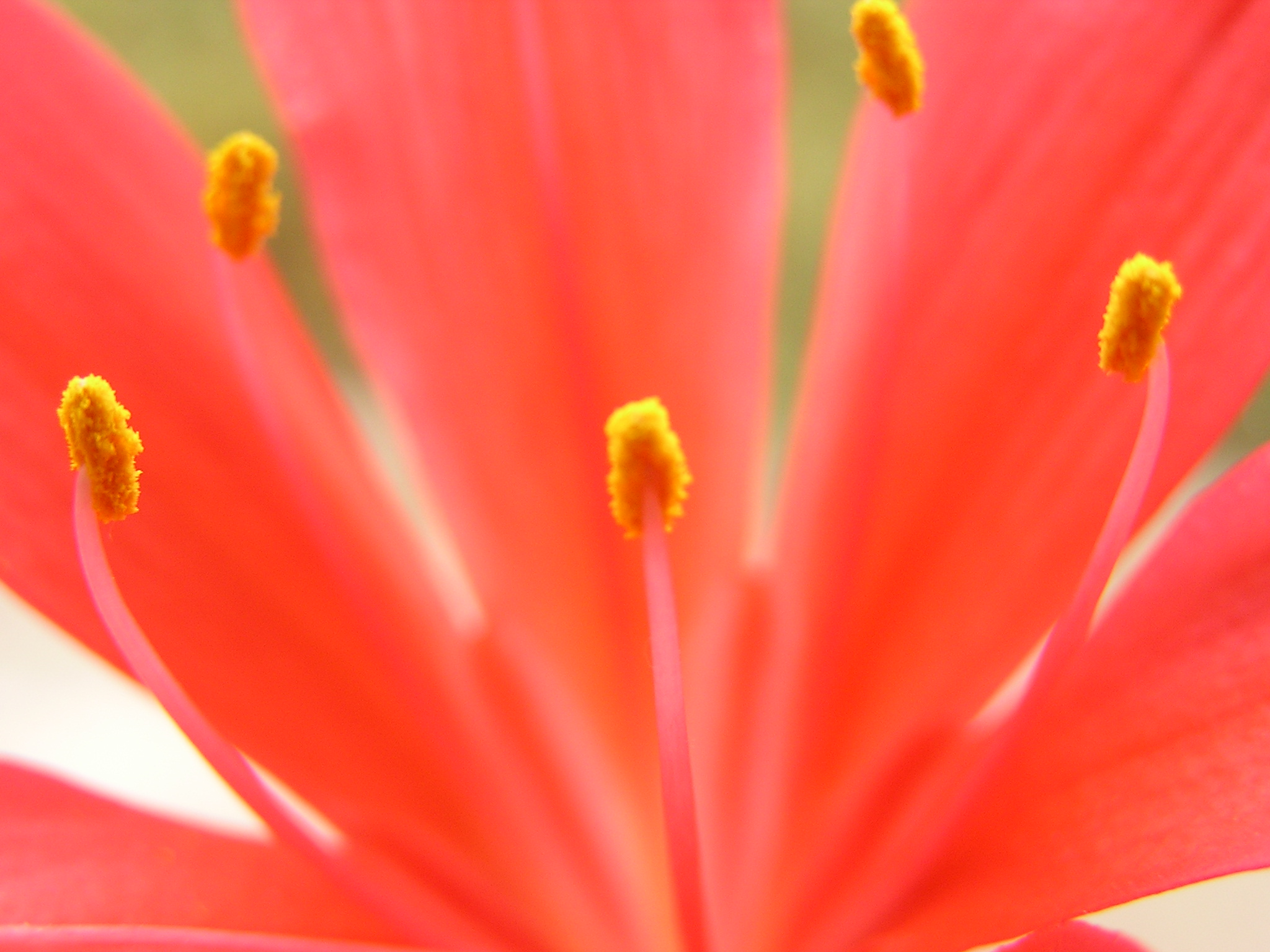
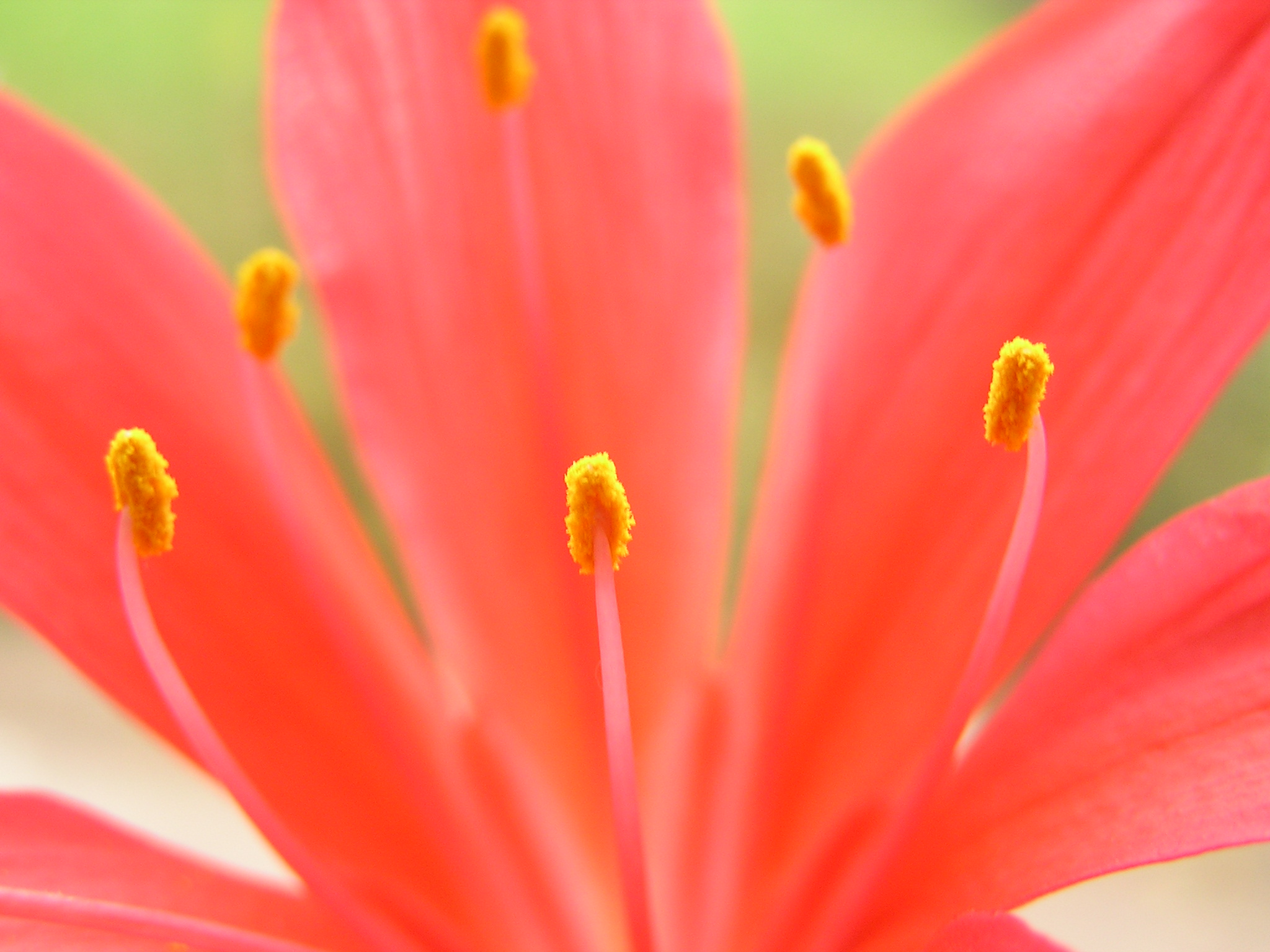
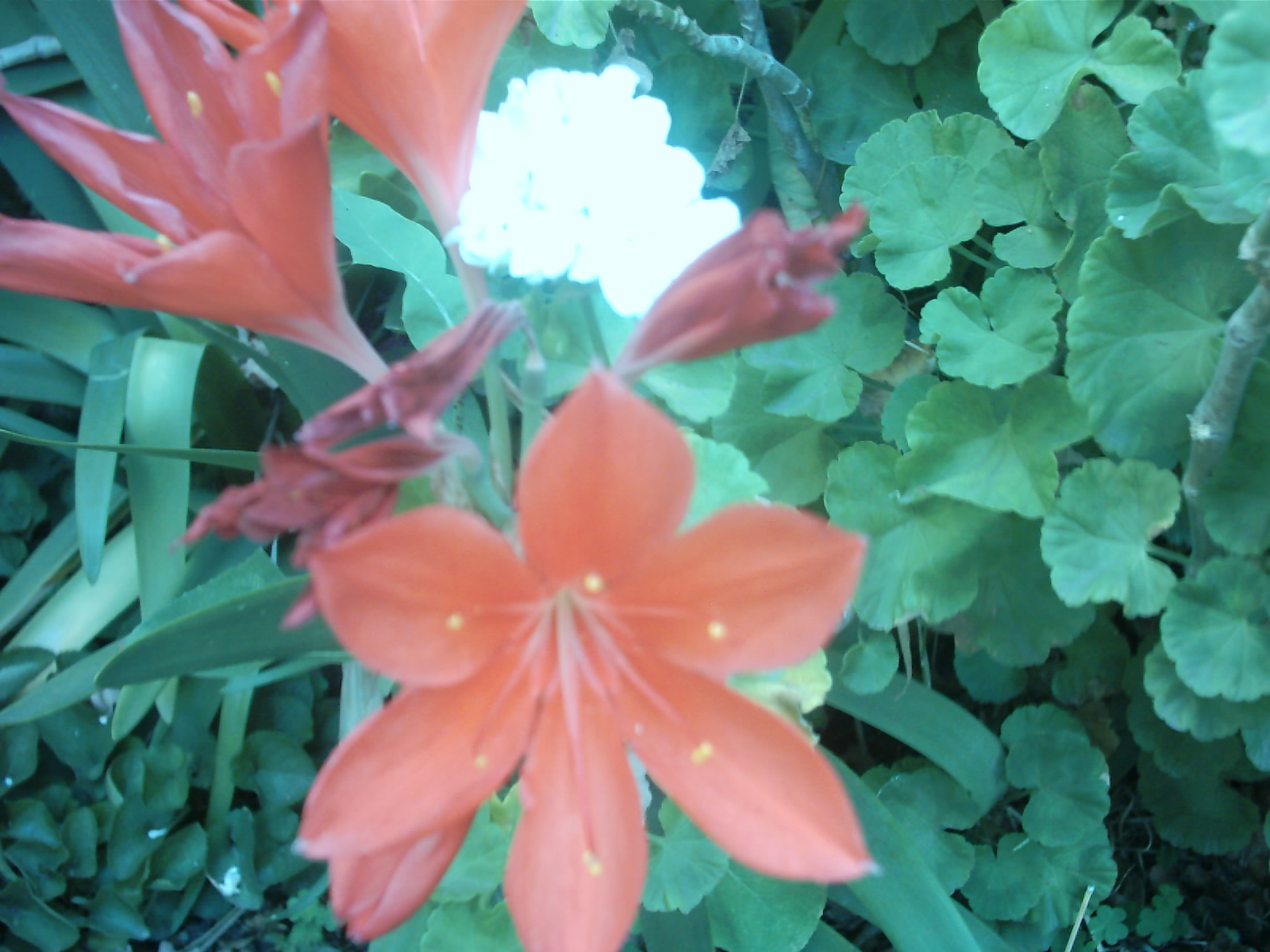